# قوات النمر
قوات النمر هي وحدة للقوات الخاصة كانت تابعة للجيش العربي السوري المخلوع تعمل في المقام الأول كوحدة هجومية في الحرب الأهلية السورية. وقد وصفت بأنها "أداة ساخنة لأي هجوم حكومي"، ولكن أعدادها الصغيرة نسبيًا تجعل من الصعب نشرها في جبهات متعددة في آن واحد.
بعد العمليات الناجحة في اللاذقية وحماة، كلفت القيادة المركزية للقوات المسلحة السورية العقيد سهيل الحسن بتنفيذ مشروع خاص في خريف عام 2013–لتدريب وقيادة وحدة من القوات الخاصة تعمل أساسًا كوحدة هجومية. واختار العقيد الحسن العديد من الجنود الذين سيشكلون في وقت لاحق قوات النمر. وفي 25 ديسمبر 2015، رقي سهيل الحسن إلى رتبه لواء بعد أن رفض أن يكون عميدًا في العام الماضي. وقد لعب دورًا رئيسيًا في قياده القوات السورية خلال حملة حلب 2016. وقد كلفت قوات النمر مرتين بقطع خطوط الإمداد الرئيسية إلى حلب التي كانت في حوزه الابطال الثوار 
الفرقة هي واحدة من القلائل في الجيش السوري التي تنشر دبابات تي-90، والثانية هي الفرقة الميكانيكية الرابعة.

## الألوية
قوات النمر لديها العديد من ألوية العمليات الخاصة:
•فوج الطرماح• ( الطراميح ) القائد الحالي حيدر النعسان و غسان النعسان (شيخ الجبل) تتبع القوات بشكل رئيسي إلى بلدة قمحانة وقلة من طيبة الامام وتعد القوة الضاربة والأقوى في قوات النمر حيث ان النمر يعتمد على الطراميح بشكل رئيسي في المعارك اشتهرت الطراميح بمعارك دير الزور وحلب و صدالهجوم الكبير عن حماه وبلدة قمحانة ومعارك الغوطة و اخيراً في معركة ريف حماه الشمالي الغربي الأخيرة
قوات الفهود — القائد الحالي هو العقيد شادي إسماعيل ونائب القائد هو العقيد لؤي سليطين. وتشمل الوحدات الفرعية لقوات الفهود الفريق 3 والفريق 6. وكان الفريق 6 أول الجنود الذين أنهوا حصار قاعدة كويرس الجوية العسكرية الذي استمر لمده 35 شهرًا، بينما أكمل الفريق الثالث مع صقور الصحراء تطويق داعش في شرق حلب.
قوات السبع — القائد الحالي هو العقيد علي شاهين. وكانوا مشاركين في هجوم تدمر (مارس 2016)، حيث نقلوا إلى جبهة أخرى بعد ان انتهى.